# Jean-Guy Gautier
Henry Jean Guy Gautier (Jarnac, 30 dicembre 1875 – Cognac, 23 ottobre 1938) è stato un rugbista a 15 e velocista francese.

## Biografia
Partecipò alle Olimpiadi di Parigi del 1900 conquistando una medaglia d'oro nel rugby a 15 con la Union des Sociétés Français de Sports Athletiques, squadra rappresentante la Francia.
Nella sua carriera rugbista fu per due volte campione di Francia con l'Olympique de Paris (1896) e con lo Stade français (1901).

## Palmarès
- Oro olimpico: 1

1900
- Campionati francesi: 2

Olympique de Paris: 1895-1896
Stade français: 1900-1901